# Segreti segreti
Pour plus de détails, voir Fiche technique et Distribution.
Segreti segreti est un film italien réalisé par Giuseppe Bertolucci, sorti en 1985.

## Fiche technique
- Titre : Segreti segreti
- Réalisation : Giuseppe Bertolucci
- Scénario : Giuseppe Bertolucci et Vincenzo Cerami
- Photographie : Renato Tafuri
- Montage : Nino Baragli
- Musique : Nicola Piovani
- Pays d'origine : Italie
- Format : Couleurs
- Genre : drame
- Date de sortie : 1985

## Distribution
- Lina Sastri : Laura
- Rossana Podestà : Maria, la mère de Rosa
- Giulia Boschi : Rosa
- Alida Valli : Gina
- Stefania Sandrelli : Renata
- Lea Massari : Marta
- Mariangela Melato : Giuliana
- Massimo Ghini : Capitaine Felici
- Sandra Ceccarelli : la fille de Renata
- Nicoletta Braschi

## Récompense
- 1992 : prix Sergio-Leone au Festival du film italien d'Annecy.